# Carl Friedländer
Carl Friedländer (ur. 19 listopada 1847 w Brieg (Brzeg), Śląsk; zm. 13 maja 1887 w Meran (Merano), Austro-Węgry) – niemiecki patolog, jeden z pionierów mikrobiologii. W 1882 jako pierwszy zidentyfikował bakterię odpowiedzialną za zapalenie płuc (Klebsiella pneumoniae).
W 1886, wprowadził do medycyny zastosowanie ampułki.

## Publikacje
- Über die Schizomyceten bei der acuten fibrösen Pneumonie. In: Virchows Archiv für pathologische Anatomie und Physiologie und klinische Medizin, 87 (2):319-324, Feb. 4, 1882.
- Arteriitis obliterans. In: Zentralblatt für die medizinischen Wissenschaften, Berlin, 1876, 14.